# Vendek
A vendek tágabb értelemben a németek által minden, a területükön kívül és azon belül élő szláv népcsoportra használt elnevezése. Egy részük mai tudományos neve az elbai szlávok. Szűkebb értelemben a németországi szorbokra és magyarországi szlovén  kisebbségre alkalmazzák, akik a Vendvidék tájegységen élnek.

## A népnév eredete
A vend szó a mai Észak-Lengyelország területén élt ókori vened vagy venet nép (venedes, veneti, wendi, gwyned, enetoi, venetos) nevéből származik. Nagyon szoros kapcsolatban állhattak a németek germán őseivel. Ezt tükrözi az is, hogy a középkori németek a venedek helyébe települő szlávokra és néhány balti népre is a vend kifejezést kezdték el használni. A felnémet nyelvben ez wenid, winid formában jelentkezik, az alnémetben wendisch, windisch alakban. 

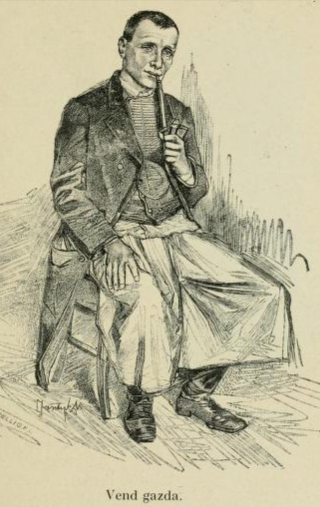
Zalai vend gazda (Gönczi, 1914)

A magyar nyelvben az utóbbiból alakul ki latinosítás útján a vendus és vindus alakok. A kettő közül a vendus/vend marad meg, és használják a magyarországi szlovénekre.
Németország területén a középkorban rengeteg különféle szláv nép élt, amelyeket mára kiirtottak, illetve asszimiláltak. A helyükön a német kolonizáció során új városok születtek, melyeket vend városoknak neveztek, közülük a legjelentősebbek a két Hanza alapító Lübeck és Hamburg, valamint Lüneburg, Rostock, Greifswald és Stralsund. 
A németországi szorb nemzetiséget ma is vendeknek nevezik maguk között a németek.
A venetek, venedek nevét néhány helynév ma is őrzi Európában: a Balti-tenger latin neve Sinus Veneticus, a Skagerraké Vendsyssel. Ausztriában és Németországban különösen a szláv országok határainál számos helység neve előtt jelen van a winid, wenid, illetve windisch, wendisch tő. A Német Lovagrend egykori poroszországi és livóniai államának német helyneveiben is felfedezhetők a went, wenet, wint tövek (a porosz Sambia-Weonodlande (Vendföld), a litvániai Wendziagola, a livóniai Wenden, a kurzemei Winda folyó stb.
A hasonló nevük ellenére a venet nép a történészek többsége szerint nem állt rokonságban a szintén ókori venétekkel, akik Észak-Itáliában éltek és az italikus nyelvek közé tartozó nyelven beszéltek.
A vend kifejezést korábban politikai célokból használták a szlovénokra, ennek révén került a köztudatba is. A 19. század második felében és a 20. század elején (Trianon után) keletkezett elméletek szerint a vendek egy szlovéntól elkülönülő, ősszláv, vagy elszlávosodott kelta népcsoport, amely nem azonos krajnai és stájerországi szlovénokkal, annak ellenére, hogy a magyarországi vendek magukat slovenci névvel illetik.
A szlovénok lakta vidék, a Vendvidék is régebben Tótság néven szerepelt a térképeken és a vend nem szlovén elmélet elterjedésével párhuzamosan változtatták erre. Payr Sándor történész 1910-ben keletkezett Egyháztörténeti emlékek c. munkájában azt állítja, hogy a szlovén evangélikus területet a 17. században a mai Muravidéken Ecclesiarum Schlavo-vendorum-nak hívják, holott az eredeti forrásban csupán Schlavorum szerepel. Ezt a hibás (esetleg hamis) állítást viszont A magyar nyelv etimológiai szótára megalapozatlanul átvette és a vend elnevezést a 17. századból származtatja. Mikola Sándor fizikus, aki az első világháborút követően soviniszta propagandát kezdeményezett az elcsatolt Muravidék visszaszerzésére és a szlovénség nemzeti és kulturális jogainak aláásására, hamis és saját maga által gyártott brossúráiban ugyanerre a nem létező Schlavo-vendorum névre hivatkozik, de kizárólag csak Payr-féle munka a forrása. Bár hozzáteszi, hogy „hitelesen” igazolják ezt az eredeti dokumentumok, amelyek Csendlakon (ma Tišina) voltak fellelhetőek, mindenesetre, ha bárki akkor utánanézett volna ennek megbizonyosodhatott volna az ellenkezőjéről.
A vend megnevezés a magyarországi szlovénokra vonatkozóan nem tűnik fel hamarabb az 1800-as éveknél. A korábbi évszázadokban magyarul egész egyszerűen csak tótok-nak hívták az itt élő szlovénokat, ahogy a középkorban minden más szlávot. Végül a tót elnevezés csak a szlovákság hagyományos magyar elnevezésére szűkült. A latin forrásokban sincs sehol említés vend név alakról, mint ahogy azt Payr vagy Mikola állítja. A Mura és a Rába vidékén élő szlovénokról legkorábban a 11. században találunk említést, akiket viszont egyszerűen sclavus-nak, azaz szlávnak hívnak. Körülbelül a 16. század táján bukkanhatott fel a vandalus elnevezés, amikor Alsólendván egy latin nyelvű, de protestáns szertartáskönyv került kinyomtatásra Agenda Vandalica (Vandál szertartáskönyv), amely a helyi eklézsiák számára íródott és nyilván a lakosságra utal. A vandál megnevezés a helyi szlovénokra vonatkozó tudományos név lett, amit még a 19. században is használtak. A szlovénokat az ókori vandálok utódainak vélték, addig Mikola erről folyamatosan hallgat, noha sokáig élt ez az elképzelés. Mikola a keltáktól és a venetektől igyekezett származtatni a vendeket pusztán az elnevezésükből, illetve a venet népeket is keltának tartotta, vagy épp zavaros megfogalmazásokat tett a vendek (magyarországi szlovénok) kelta vagy venet eredetéről, amiből nem érthették meg a laikusok, hogy egyáltalán honnan is erednek a vendek.
A különféle elnevezések ellenére maguknál a vendeknél, azaz a magyarországi szlovénoknál nem találkozunk hasonló elnevezéssel, mert általában, mint magukra szlovenszki-ra hivatkoztak. A vendek könyveiből tudható, hogy önmagukat a stájerországi szlovénokkal tartották egyezőnek, akik szintén a vogrszki szlovenszki jezik-ot azaz a magyarországi szlovén nyelv-et beszélik. A stájerországiak is hasonlóan állították, hogy a magyarországi szlovénok velük azonosak, viszont ők már úgy fogalmaztak, hogy a magyarországi honfitársak is stájer szlovén nyelvet beszélnek. A két nyelvváltozat között valóban nagy a hasonlóság.
A stájerországi szlovének német nyelvű szövegekben gyakran hivatkoztak magukra, mint windisch-ekre, azonban ezt csak azért tették, mert a németség előtt elsősorban így voltak ismertek és akkoriban még nem igazán létezett a német nyelvben a slowenisch (szlovén) név. Azonban saját anyanyelvi műveikben ők is, mint slovenski-ként határozták meg magukat.
A sötét politikai múlt ellenére a vend nem sértő kifejezés, mint mondjuk a rác, vagy az oláh.